# هری بول
هری بول (انگلیسی: Harry Bowl؛ زادهٔ ۱۴ آوریل ۱۹۱۴) بازیکن فوتبال اهل بریتانیا است.
از باشگاه‌هایی که در آن بازی کرده‌است می‌توان به باشگاه فوتبال کلنفیلد، باشگاه فوتبال سوئیندون تاون، باشگاه فوتبال بلکپول، باشگاه فوتبال اکستر سیتی، و باشگاه فوتبال لانکستر اشاره کرد.